# Puig de la Cau
|  | No s'ha de confondre amb Turó de la Cau. |

El Puig de la Cau és una muntanya de 822 metres al municipi de Sant Joan les Fonts, a la comarca catalana de la Garrotxa.